# Công ty cổ phần Xây dựng Bắc Nam 79
Công ty cổ phần Xây dựng Bắc Nam 79 là một công ty cổ phần ở Việt Nam. Công ty này sở hữu 50 triệu cổ phần tương ứng với 10% vốn điều lệ Ngân hàng Đông Á DongABank (500 tỷ đồng). Chủ tịch Hội đồng quản trị công ty này là ông Phan Văn Anh Vũ, tức Vũ "nhôm". Công ty này thành lập năm 2002, có trụ sở chính ở thành phố Đà Nẵng. Công ty này được cho là Công ty bình phong của Tổng cục Tình báo, Bộ Công an Việt Nam.

## Lãnh đạo công ty
Chủ tịch Hội đồng quản trị và cũng là người đại diện pháp luật của Công ty cổ phần Xây dựng Bắc Nam 79 là ông Phan Văn Anh Vũ.

## Trụ sở
Công ty cổ phần Xây dựng Bắc Nam 79 có trụ sở chính ở tầng 2, số nhà 32 đường Lê Hồng Phong, quận Hải Châu, TP Đà Nẵng.

## Vốn điều lệ
Vốn điều lệ của công ty này là 500 tỷ đồng. Năm 2013, vốn điều lệ tăng lên 700 tỷ đồng.

## Cổ đông sáng lập
Công ty cổ phần Xây dựng Bắc Nam 79 có các cổ đông sáng lập là Phan Văn Anh Vũ, góp 650 tỷ đồng (tương đương 92,86% vốn) và ông Lê Văn Sáu, sinh năm 1975, trụ quân Hải Châu, Đà Nẵng góp 20 tỷ đồng (2,86%).

## Lĩnh vực hoạt động
Công ty hoạt động đa ngành gồm xây dựng, bất động sản, khách sạn, nhà hàng, quảng cáo...

## Lịch sử
Ngày 26 tháng 4 năm 2017, Phan Văn Anh Vũ và Lê Văn Sáu đã hùn lại vốn cho Công ty cổ phần Xây dựng Bắc Nam 79 nhượng chức lại cho con nuôi là anh Ngô Mạnh Huy hiện đang là quân nhân - quê quán Thái Bình.